# Luzula caespitosa
Luzula caespitosa là một loài thực vật có hoa trong họ Juncaceae. Loài này được (E.Mey.) Steud. mô tả khoa học đầu tiên năm 1855.